# F-IV-H
De F-IV-H was een Tsjecho-Slowaakse amfibietank die tussen 1936 en 1942 werd ontwikkeld door ČKD (Českomoravská-Kolben-Danek). Er werden in totaal twee prototypes geproduceerd.

## Ontwikkeling
In 1936 kregen de firma's Škoda en ČKD opdracht van het leger om een amfibische tank te ontwikkelen. De eerste stappen in het ontwerp verliepen moeizaam voor ČKD, omdat de ingenieurs geen enkele ervaring hadden met het ontwerpen van amfibische voertuigen. Er kon geen hulp gevraagd worden in het buitenland, want de relatie met de Sovjet-Unie stond onder druk en Britse amfibietanks werden inadequaat beschouwd. Desondanks werd het ontwerp wel beïnvloed door de Britse Carden Loyd A11E1.
Zowel Škoda als ČKD  leverden een prototype in 1938 en de eerste proeven vonden plaats in 1939 onder Duits bevel, Tsjechië was voordat de eerste proeven gestart werden reeds geannexeerd door Duitsland. Het ontwerp van Škoda, de ŠOT bleek te zwaar en was daardoor slecht wendbaar in het water. De F-IV-H voldeed ook niet volledig naar verwachtingen, maar door de Duitse invloeden werd de ontwikkeling gestaakt. In 1941 werd het programma op aandringen van de Duitse bezetter voortgezet en er werd een nieuw gemodificeerd prototype gebouwd, de F-IV-H/II. Deze werd getest in 1942. Na nieuwe, onbevredigende proeven werden beide prototypes gesloopt voor hergebruik.

## Ontwerp
De bemanning van de F-IV-H bestond uit drie personen; de commandant/schutter, de bestuurder en een radioman. De bestuurder zat rechtsvoor in de tank en had een vizier met kogelvrij glas. De radioman zat links van hem en de commandant zat in de koepel. In de tank was een Praga-Wilson transmissie geïnstalleerd. Het chassis was een enigszins gewijzigde kopie van de LT vz. 38 tank. Dit betekende aan beide zijden vier wielen en twee ondersteuningsrollen. De motor was een Praga F4 watergekoelde, 4-takt, 4-cilinder met een kracht van 120 pk. De bodemdruk was 0,5 kg/cm2.
De bewapening bestond enkel uit een 7,92 mm ZB-37 machinegeweer, maar dit voldeed aan de eis van het leger. De bepantsering was 14 mm dik, maar de onder- en bovenplaten waren 7 mm dik. De camouflagekleur was waarschijnlijk grijs of kaki. De luiken waren bekleed met bruin leer en de volledige binnenzijde had een ivoorkleur.
De F-IV-H/II had een gewijzigde toren, een verhoogde commandantskoepel, een verbeterd koelsysteem en een nieuwe in- en uitlaat.